# Station Fokstua
Station Fokstua is een station in Fokstua in de gemeente Dovre in fylke Innlandet  in  Noorwegen. Het station ligt op 950 meter hoogte aan Dovrebanen. Fokstua werd geopend in 1921 en was een ontwerp van Erik Glosimodt. Het complex is een beschermd monument.
Fokstua is sinds 1990 gesloten voor personenvervoer. Het voormalige station wordt nog wel gebruikt als passeerspoor.